# Fuji LM-1 Nikko
Fuji LM-1 Nikko – japoński lekki samolot komunikacyjny, opracowany w połowie lat 50. XX wieku przez firmę Fuji Heavy Industries.

## Historia
Na początku lat 50. XX wieku, firma Fuji Heavy Industries wybudowała na licencji 176 samolotów szkolnych Beechcraft T-34 Mentor. Fuji podjęła się prac przeprojektowania i przebudowy T-34 Mentor na czteromiejscowy samolot komunikacyjny, który zyskał oznaczenie LM-1. Przebudowa polegała na dodaniu nowej powiększonej, centralnej części kadłuba do skrzydeł, podwozia oraz części ogonowej, które pochodziły z oryginalnego Mentora. Prototyp oblatano 6 czerwca 1955 roku. Produkcja seryjna rozpoczęła się w 1955 roku, zaś zakończyła się rok później. Łącznie wybudowano 27 samolotów. 
LM-1 dostarczono do Japońskich Lądowych Sił Samoobrony (JGSDF), gdzie używano ich do zadań łącznikowych i ogólnego transportu. Samoloty wycofano ze służby w 1983 roku. Kilka LM-1 sprzedano na amerykański rynek cywilny.

## Wersje
Wersje produkcyjne samolotu LM-1:
- LM-1 – podstawowa wersja komunikacyjna, napędzana przez silnik Continental O-470. Zbudowano 27 egzemplarzy.
- LM-2 – mocniejszy wariant z silnikiem Lycoming, który generował moc 340 KM. 2 egzemplarze LM-1 przebudowano do powyższego standardu.
- RTAF-2 – tajska wersja maszyny budowana na licencji[3].
- LM-11 Supernikko – proponowana wersja LM-1 z mocniejszym silnikiem Lycoming O-480[4].

## Galeria

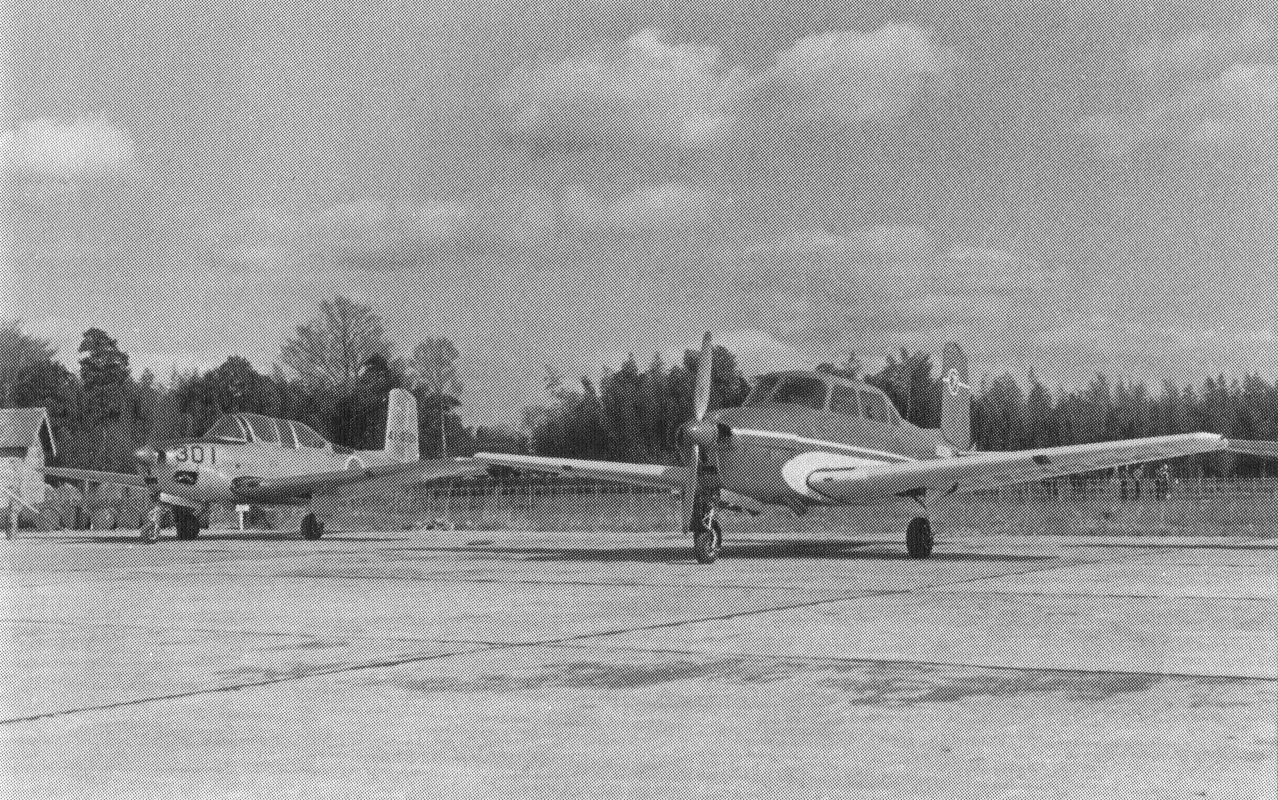
Fuji LM-1 (po prawej) w zestawieniu z T-34 Mentor (po lewej)
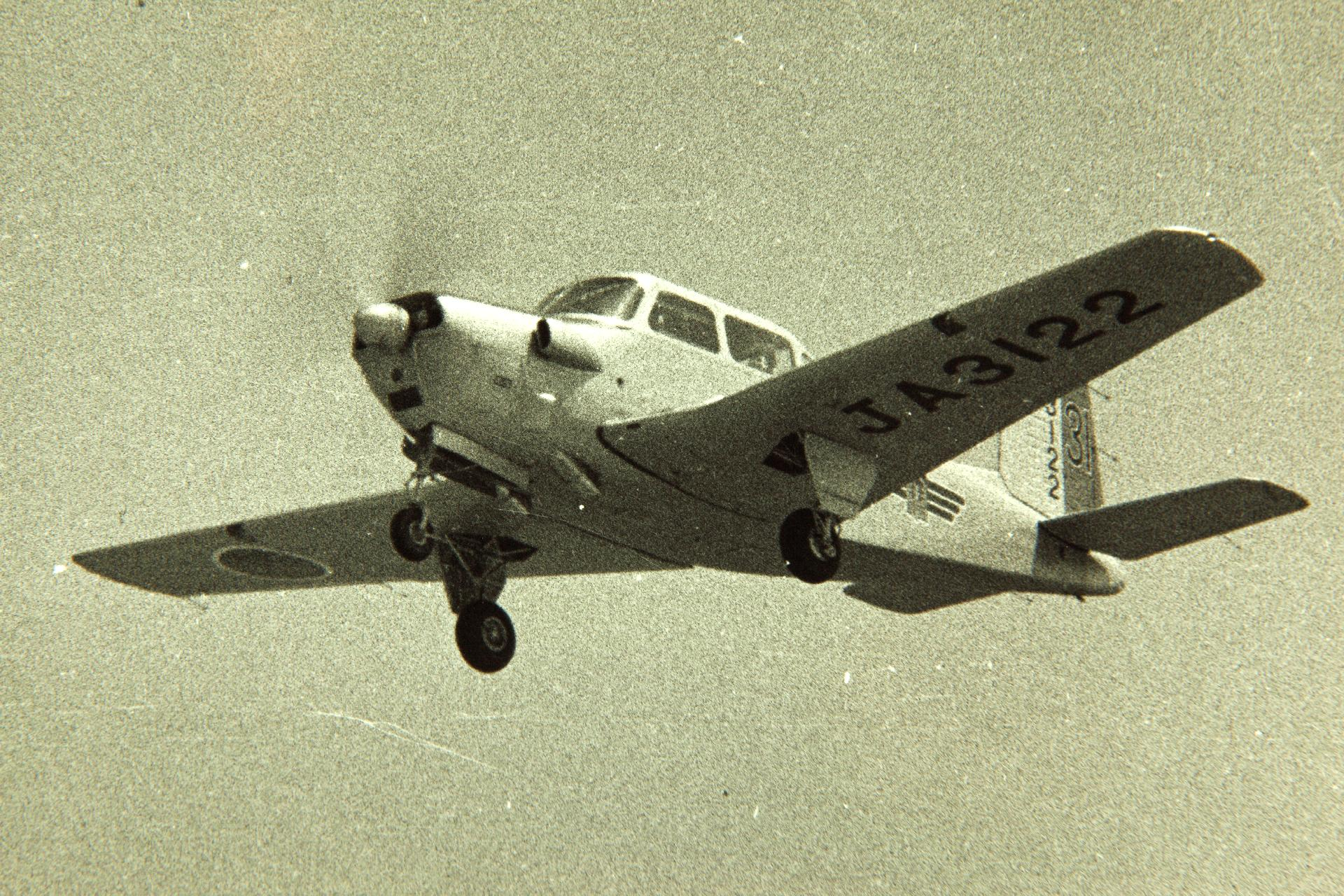
Fuji LM-1 w locie
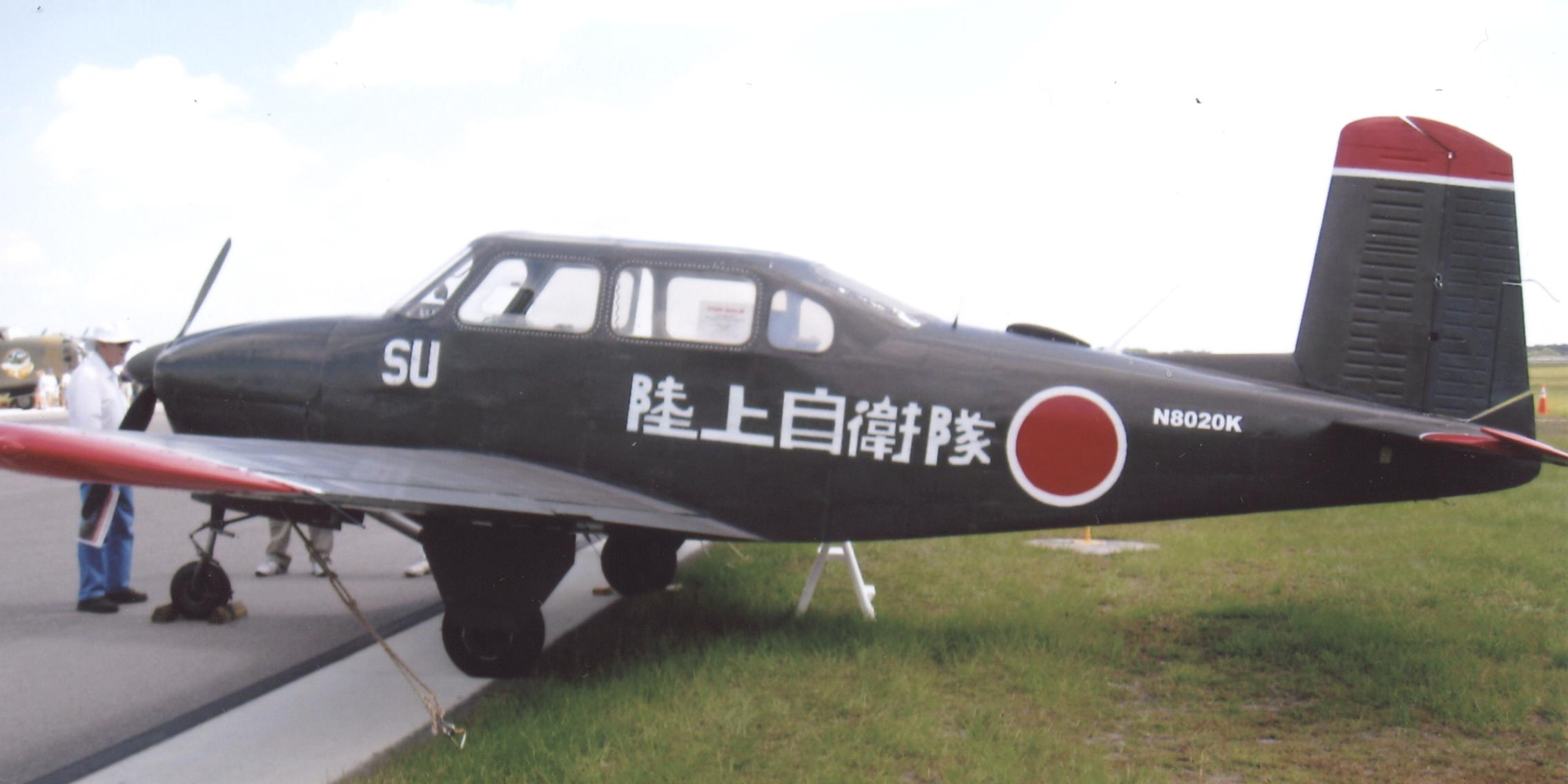
Widok od boku
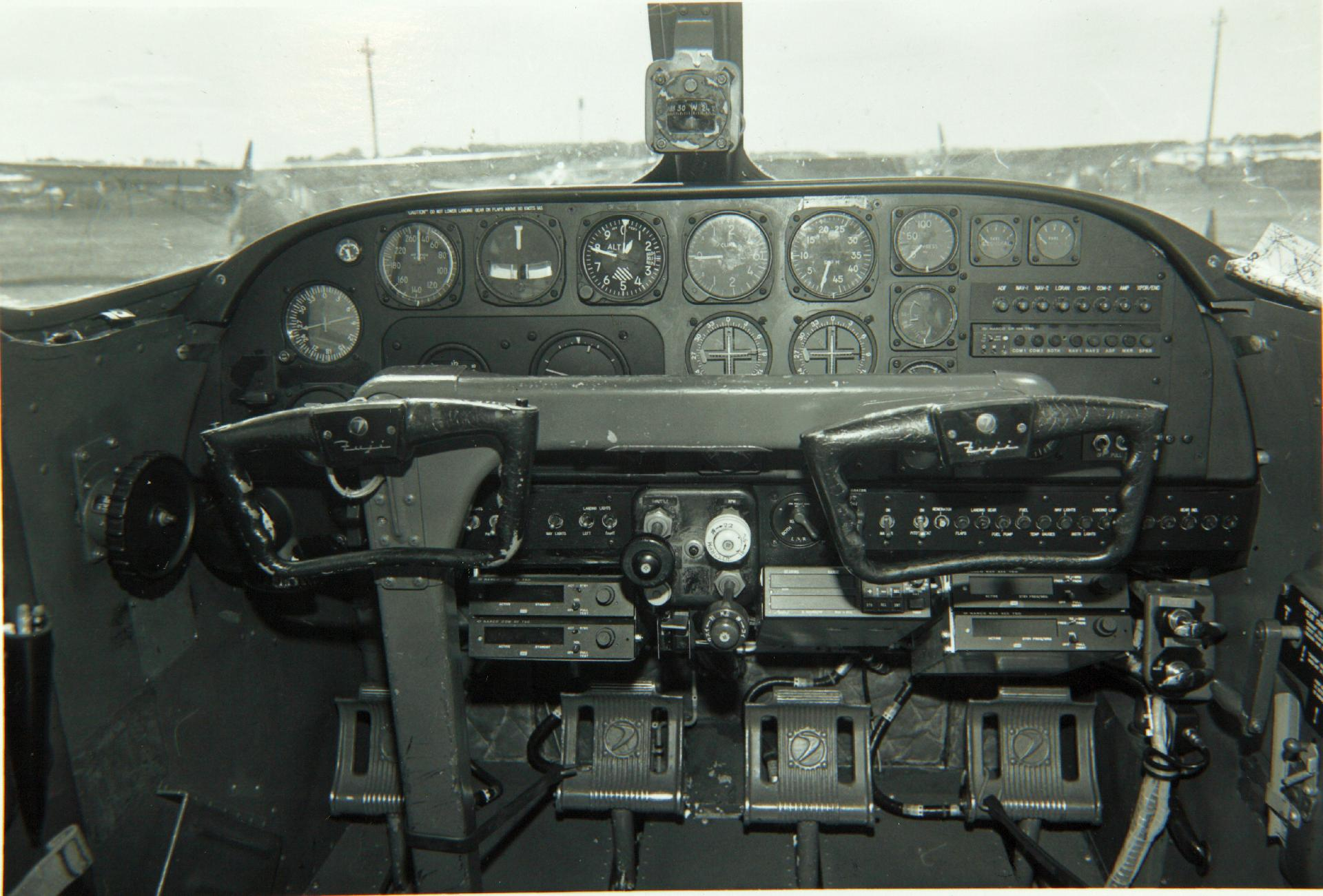
Kokpit samolotu